# Avá-Canoeiro jezik
Avá-Canoeiro jezik (abá, avá, awana, canoa, canoe, canoeiros; ISO 639-3: avv), jezik Avá-Canoeiro Indijanaca, porodica tupi-guarani, velika porodica tupian, kojim govori oko 40 ljudi (1998 ISA) u dolini gornjeg toka rijeke Tocantins i na otoku Bananal, u brazilskoj državi Goiás.
Svi su monolingualni.

## Vanjske poveznice
- Ethnologue (14th)
- Ethnologue (15th)